# Barilius vagra
Barilius vagra е вид лъчеперка от семейство Шаранови (Cyprinidae). Видът не е застрашен от изчезване.

## Разпространение и местообитание
Разпространен е в Бангладеш, Индия (Утар Прадеш и Утаракханд) и Непал.
Обитава сладководни басейни, реки и потоци.

## Описание
На дължина достигат до 12,8 cm.